# 斯瓦爾科韋
51°37′19″N 34°1′29″E / 51.62194°N 34.02472°E
斯瓦爾科韋（烏克蘭語：Сваркове）是位於烏克蘭東北部的村莊，由蘇梅州紹斯特卡區的沙利希內市鎮負責管轄。該村處於克列文河畔，距離格盧霍夫10公里，海拔高度149米，2001年人口933。